# Skilanglauf-Weltcup 1991/92
Der Skilanglauf-Weltcup 1991/92 war eine von der FIS organisierte Wettkampfserie. Der Weltcup  begann am 7. Dezember 1991 in Silver Star  und endete am 14. März 1992 in Vang. Höhepunkt der Saison waren die Olympischen Winterspiele 1992 vom 8. bis 23. Februar in Albertville. Die dort ausgetragenen Einzelwettbewerbe wurden auch als Weltcup-Veranstaltungen gewertet.

## Männer

### Podestplätze Männer
| Datum                        | Austragungsort | Disziplin                   | Sieger                                                                 | Zweiter                                                                     | Dritter                                                                     |
| ---------------------------- | -------------- | --------------------------- | ---------------------------------------------------------------------- | --------------------------------------------------------------------------- | --------------------------------------------------------------------------- |
| 07.12.1991                   | Silver Star    | 10 km klassisch             | Vegard Ulvang                                                          | Wladimir Smirnow                                                            | Terje Langli                                                                |
| 08.12.1991                   | Silver Star    | 15 km Verfolgung klassisch  | Vegard Ulvang                                                          | Bjørn Dæhlie                                                                | Silvio Fauner                                                               |
| 14.12.1991                   | Thunder Bay    | 30 km Freistil              | Bjørn Dæhlie                                                           | Vegard Ulvang                                                               | Kristen Skjeldal                                                            |
| 04.01.1992                   | Kawgolowo      | 30 km klassisch             | Bjørn Dæhlie                                                           | Vegard Ulvang                                                               | Wladimir Smirnow                                                            |
| 05.01.1992                   | Kawgolowo      | 4 × 10 km Staffel klassisch | NorwegenTerje Langli Kristen Skjeldal Vegard Ulvang Bjørn Dæhlie       | FinnlandMika Myllylä Harri Kirvesniemi Mika Kuusisto Seppo Rantanen         | GUS IAndrei Kirillow Michail Dewjatjarow Alexei Prokurorow Wladimir Smirnow |
| 11.01.1992                   | Cogne          | 15 km Freistil              | Bjørn Dæhlie                                                           | Torgny Mogren                                                               | Sigurd Brørs                                                                |
| 12.01.1992                   | Cogne          | 4 × 10 km Staffel           | Schweden IJan Ottosson Christer Majbäck Henrik Forsberg Torgny Mogren  | NorwegenKristen Skjeldal Pål Gunnar Mikkelsplass Morten Brørs Vegard Ulvang | Finnland IMika Myllylä Harri Kirvesniemi Jari Isometsä Jari Räsänen         |
| Olympische Winterspiele 1992 |                |                             |                                                                        |                                                                             |                                                                             |
| 10.02.1992                   | Albertville    | 30 km klassisch             | Vegard Ulvang                                                          | Bjørn Dæhlie                                                                | Terje Langli                                                                |
| 13.02.1992                   | Albertville    | 10 km klassisch             | Vegard Ulvang                                                          | Marco Albarello                                                             | Christer Majbäck                                                            |
| 15.02.1992                   | Albertville    | 15 km Verfolgung Freistil   | Bjørn Dæhlie                                                           | Vegard Ulvang                                                               | Giorgio Vanzetta                                                            |
| 18.02.1992                   | Albertville    | 4 × 10 km Staffel           | NorwegenTerje Langli Vegard Ulvang Kristen Skjeldal Bjørn Dæhlie       | ItalienGiuseppe Puliè Marco Albarello Giorgio Vanzetta Silvio Fauner        | FinnlandMika Kuusisto Harri Kirvesniemi Jari Räsänen Jari Isometsä          |
| 22.02.1992                   | Albertville    | 50 km Freistil              | Bjørn Dæhlie                                                           | Maurilio De Zolt                                                            | Giorgio Vanzetta                                                            |
| 29.02.1992                   | Lahti          | 15 km klassisch             | Bjørn Dæhlie                                                           | Vegard Ulvang                                                               | Pål Gunnar Mikkelsplass                                                     |
| 01.03.1992                   | Lahti          | 4 × 10 km Staffel Freistil  | GUSAndrei Kirillow Michail Botwinow Alexei Prokurorow Wladimir Smirnow | Norwegen ITerje Langli Vegard Ulvang Bjørn Dæhlie Kristen Skjeldal          | Finnland IMika Myllylä Jukka Hartonen Jari Räsänen Jari Isometsä            |
| 07.03.1992                   | Funäsdalen     | 30 km Freistil              | Torgny Mogren                                                          | Bjørn Dæhlie                                                                | Wladimir Smirnow                                                            |
| 08.03.1992                   | Funäsdalen     | 4 × 10 km Staffel klassisch | Norwegen ISture Sivertsen Terje Langli Vegard Ulvang Bjørn Dæhlie      | GUSAndrei Kirillow Michail Botwinow Alexei Prokurorow Wladimir Smirnow      | Schweden IJyrki Ponsiluoma Jan Ottosson Torgny Mogren Henrik Forsberg       |
| 14.03.1992                   | Vang           | 50 km klassisch             | Vegard Ulvang                                                          | Michail Botwinow                                                            | Luboš Buchta                                                                |

### Weltcupstände Männer
| Rang | Name              | Punkte |
| ---- | ----------------- | ------ |
| 1.   | Bjørn Dæhlie      | 198    |
| 2.   | Vegard Ulvang     | 196    |
| 3.   | Wladimir Smirnow  | 93     |
| 4.   | Terje Langli      | 83     |
| 5.   | Torgny Mogren     | 73     |
| 6.   | Michail Botwinow  | 51     |
| 7.   | Harri Kirvesniemi | 48     |
| 7.   | Kristen Skjeldal  | 48     |
| 9.   | Christer Majbäck  | 45     |
| 10.  | Marco Albarello   | 42     |
| 11.  | Giorgio Vanzetta  | 40     |
| 12.  | Maurilio De Zolt  | 39     |
| 12.  | Niklas Jonsson    | 39     |
| 14.  | Silvio Fauner     | 37     |
| 15.  | Erling Jevne      | 34     |
| 15.  | Alois Stadlober   | 34     |
| 17.  | Luboš Buchta      | 33     |
| 17.  | Johann Mühlegg    | 33     |

| Rang | Name                    | Punkte |
| ---- | ----------------------- | ------ |
| 19.  | Jochen Behle            | 32     |
| 20.  | Alexei Prokurorow       | 26     |
| 21.  | Pål Gunnar Mikkelsplass | 24     |
| 22.  | Jari Isometsä           | 21     |
| 23.  | Radim Nyč               | 20     |
| 23.  | Sture Sivertsen         | 20     |
| 25.  | Patrick Rémy            | 19     |
| 26.  | Henrik Forsberg         | 17     |
| 27.  | Sigurd Brørs            | 15     |
| 27.  | Gianfranco Polvara      | 15     |
| 29.  | Hervé Balland           | 13     |
| 30.  | Alfred Runggaldier      | 12     |
| 30.  | Fulvio Valbusa          | 12     |
| 32.  | Elmo Kassin             | 11     |
| 32.  | Mika Myllylä            | 11     |
| 34.  | Stéphane Azambre        | 9      |
| 34.  | Jukka Hartonen          | 9      |
| 36.  | Pavel Benc              | 8      |

| Rang | Name                    | Punkte |
| ---- | ----------------------- | ------ |
| 36.  | Václav Korunka          | 8      |
| 36.  | Mika Kuusisto           | 8      |
| 36.  | Jyrki Ponsiluoma        | 8      |
| 36.  | Kazunari Sasaki         | 8      |
| 41.  | Alexander Karatschewski | 6      |
| 42.  | Jan Ottosson            | 5      |
| 42.  | Gudmund Skjeldal        | 5      |
| 44.  | Hiroyuki Imai           | 4      |
| 44.  | Andrei Kirillow         | 4      |
| 44.  | Jari Räsänen            | 4      |
| 47.  | Guy Balland             | 3      |
| 47.  | Anders Bergström        | 3      |
| 47.  | Gaudenzio Godioz        | 3      |
| 47.  | Larry Poromaa           | 3      |
| 51.  | Sturla Brørs            | 2      |
| 51.  | Alexander Golubjow      | 2      |
| 53.  | Giachem Guidon          | 1      |

## Frauen

### Podestplätze Frauen
| Datum                        | Austragungsort | Disziplin                  | Sieger                                                                             | Zweiter                                                                                     | Dritter                                                                          |
| ---------------------------- | -------------- | -------------------------- | ---------------------------------------------------------------------------------- | ------------------------------------------------------------------------------------------- | -------------------------------------------------------------------------------- |
| 07.12.1991                   | Silver Star    | 5 km klassisch             | Jelena Välbe                                                                       | Stefania Belmondo                                                                           | Swetlana Nageikina                                                               |
| 08.12.1991                   | Silver Star    | 10 km Verfolgung klassisch | Stefania Belmondo                                                                  | Jelena Välbe                                                                                | Ljubow Jegorowa                                                                  |
| 14.12,1991                   | Thunder Bay    | 5 km Freistil              | Jelena Välbe                                                                       | Ljubow Jegorowa                                                                             | Elin Nilsen                                                                      |
| 04.01.1992                   | Kawgolowo      | 15 km klassisch            | Jelena Välbe                                                                       | Marjut Lukkarinen                                                                           | Marja-Liisa Kirvesniemi                                                          |
| 05.01.1992                   | Kawgolowo      | 4 × 5 km Staffel klassisch | FinnlandMarja-Liisa Kirvesniemi Pirkko Määttä Tuulikki Pyykkönen Marjut Lukkarinen | NorwegenInger Helene Nybråten Inger Lise Hegge Hilde Gjermundshaug Pedersen Trude Dybendahl | GUS ISwetlana Nageikina Iryna Terelja Ljubow Jegorowa Jelena Välbe               |
| 11.01.1992                   | Cogne          | 30 km Freistil             | Stefania Belmondo                                                                  | Elin Nilsen                                                                                 | Trude Dybendahl                                                                  |
| 12.01.1992                   | Cogne          | 4 × 5 km Staffel           | ItalienBice Vanzetta Gabriella Paruzzi Manuela Di Centa Stefania Belmondo          | FinnlandPirkko Määttä Marja-Liisa Kirvesniemi Jaana Savolainen Marjut Lukkarinen            | NorwegenInger Helene Nybråten Inger Lise Hegge Trude Dybendahl Elin Nilsen       |
| Olympische Winterspiele 1992 |                |                            |                                                                                    |                                                                                             |                                                                                  |
| 09.02.1992                   | Albertville    | 15 km klassisch            | Ljubow Jegorowa                                                                    | Marjut Lukkarinen                                                                           | Jelena Välbe                                                                     |
| 13.02.1992                   | Albertville    | 5 km klassisch             | Marjut Lukkarinen                                                                  | Ljubow Jegorowa                                                                             | Jelena Välbe                                                                     |
| 15.02.1992                   | Albertville    | 10 km Verfolgung Freistil  | Ljubow Jegorowa                                                                    | Stefania Belmondo                                                                           | Jelena Välbe                                                                     |
| 18.02.1992                   | Albertville    | 4 × 5 km Staffel           | GUSJelena Välbe Raissa Smetanina Larissa Lasutina Ljubow Jegorowa                  | NorwegenSolveig Pedersen Inger Helene Nybråten Trude Dybendahl Elin Nilsen                  | ItalienBice Vanzetta Manuela Di Centa Gabriella Paruzzi Stefania Belmondo        |
| 21.02.1992                   | Albertville    | 30 km Freistil             | Stefania Belmondo                                                                  | Ljubow Jegorowa                                                                             | Jelena Välbe                                                                     |
| 29.02.1992                   | Lahti          | 30 km klassisch            | Stefania Belmondo                                                                  | Inger Nybråten                                                                              | Marjut Lukkarinen                                                                |
| 07.03.1992                   | Funäsdalen     | 5 km klassisch             | Marja-Liisa Kirvesniemi                                                            | Trude Dybendahl                                                                             | Ljubow Jegorowa                                                                  |
| 08.03.1992                   | Funäsdalen     | 4 × 5 km Staffel klassisch | Norwegen ISolveig Pedersen Inger Helene Nybråten Elin Nilsen Trude Dybendahl       | GUSJelena Välbe Larissa Lasutina Swetlana Nageikina Ljubow Jegorowa                         | FinnlandSirpa Ryhänen Marjut Lukkarinen Jaana Savolainen Marja-Liisa Kirvesniemi |
| 14.03.1992                   | Vang           | 15 km Freistil             | Jelena Välbe                                                                       | Ljubow Jegorowa                                                                             | Stefania Belmondo                                                                |
| 15.03.1992                   | Vang           | 4 × 5 km Staffel klassisch | GUSSwetlana Nageikina Jelena Välbe Larissa Lasutina Ljubow Jegorowa                | ItalienBice Vanzetta Gabriella Paruzzi Manuela Di Centa Stefania Belmondo                   | Norwegen IInger Helene Nybråten Inger Lise Hegge Elin Nilsen Trude Dybendahl     |

### Weltcupstände Frauen
| Rang | Name                    | Punkte |
| ---- | ----------------------- | ------ |
| 1.   | Jelena Välbe            | 169    |
| 2.   | Stefania Belmondo       | 156    |
| 3.   | Ljubov Jegorowa         | 152    |
| 4.   | Marjut Lukkarinen       | 122    |
| 5.   | Elin Nilsen             | 98     |
| 6.   | Inger Nybråten          | 96     |
| 7.   | Trude Dybendahl         | 87     |
| 8.   | Marie-Helene Östlund    | 56     |
| 9.   | Manuela Di Centa        | 54     |
| 10.  | Marja-Liisa Kirvesniemi | 50     |
| 11.  | Larissa Lasutina        | 45     |
| 12.  | Swetlana Nageikina      | 33     |
| 13.  | Jaana Savolainen        | 29     |
| 14.  | Alžbeta Havrančíková    | 28     |
| 15.  | Brigitte Albrecht       | 21     |
| 16.  | Inger Lise Hegge        | 20     |
| 17.  | Barbara Mettler         | 19     |

| Rang | Name                    | Punkte |
| ---- | ----------------------- | ------ |
| 18.  | Raissa Smetanina        | 18     |
| 19.  | Kateřina Neumannová     | 17     |
| 19.  | Simone Opitz            | 17     |
| 19.  | Solveig Pedersen        | 17     |
| 22.  | Olga Danilowa           | 15     |
| 22.  | Gabriella Paruzzi       | 15     |
| 24.  | Ľubomíra Balážová       | 14     |
| 24.  | Isabelle Mancini        | 14     |
| 26.  | Tamara Tichonowa        | 13     |
| 27.  | Vida Vencienė           | 12     |
| 28.  | Gabriele Heß            | 11     |
| 29.  | Marit Wold              | 10     |
| 30.  | Anna Frithioff          | 9      |
| 30.  | Iryna Taranenko-Terelja | 9      |
| 32.  | Sylvia Honegger         | 8      |
| 32.  | Ann-Marie Karlsson      | 8      |
| 32.  | Pirkko Määttä           | 8      |

| Rang | Name                      | Punkte |
| ---- | ------------------------- | ------ |
| 35.  | Tuulikki Pyykkönen        | 7      |
| 36.  | Carina Görlin             | 6      |
| 37.  | Natalia Chernych          | 5      |
| 37.  | Yekaterina Kowalewitsch   | 5      |
| 37.  | Merja Kuusisto            | 5      |
| 40.  | Tatjana Kirillowa         | 4      |
| 40.  | Natalja Martynowa         | 4      |
| 40.  | Iveta Zelingerová-Fořtová | 4      |
| 43.  | Sirpa Ryhänen             | 3      |
| 43.  | Bice Vanzetta             | 3      |
| 45.  | Jelena Schalina           | 2      |
| 45.  | Zora Simčáková            | 1      |
| 47.  | Nancy Fiddler             | 1      |
| 47.  | Anita Moen                | 1      |
| 47.  | Manuela Oschmann          | 1      |